# Església i Convent de les Adoratrius
L'Església i Convent de les Adoratrius és un conjunt arquitectònic als carrers del Consell de Cent i de Casanova, a l'Antiga Esquerra de l'Eixample de Barcelona, catalogat com a bé amb elements d'interès (categoria C).

## Història
L'any 1871 la comunitat de monges Adoratrius Esclaves del Santíssim Sagrament i de la Caritat va adquirir el solar i van sol·licitar permís per a construir-hi una escola, segons el projecte del mestre d'obres Calixte Freixa i Pla. Aquell mateix any es va elaborar el projecte del conjunt conventual, que incloïa també l'església, obra de l'arquitecte Joan Martorell i Montells, i fou inaugurat el 1875.
L'any 1909, durant la Setmana Tràgica, el convent fou assaltat i incendiat, però va ser restaurat en poc temps. L'any 1936 es va produir un nou assalt i incendi del que se salvà la façana principal de l'església i l'agulla del campanar. L'any 1942, l'arquitecte Manuel Casas i Lamolla s'encarregà del projecte de reconstrucció, que seguiria fidelment l'original. Les obres s'acabaren l'any 1945.
Entre els anys 1997 i 1998 s'hi va realitzar una remodelació parcial segons el projecte dels arquitectes Humbert Costas i Manuel Gómez per a la comunitat de monges, que ocupa la planta segona de l'edifici més allunyat de l'església. La resta està ocupat per l'escola Escola Mare de Déu del Roserdependències escolars.

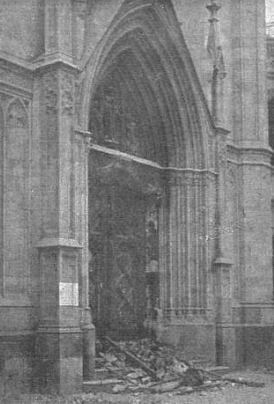
Saqueig durant la Setmana Tràgica (1909)

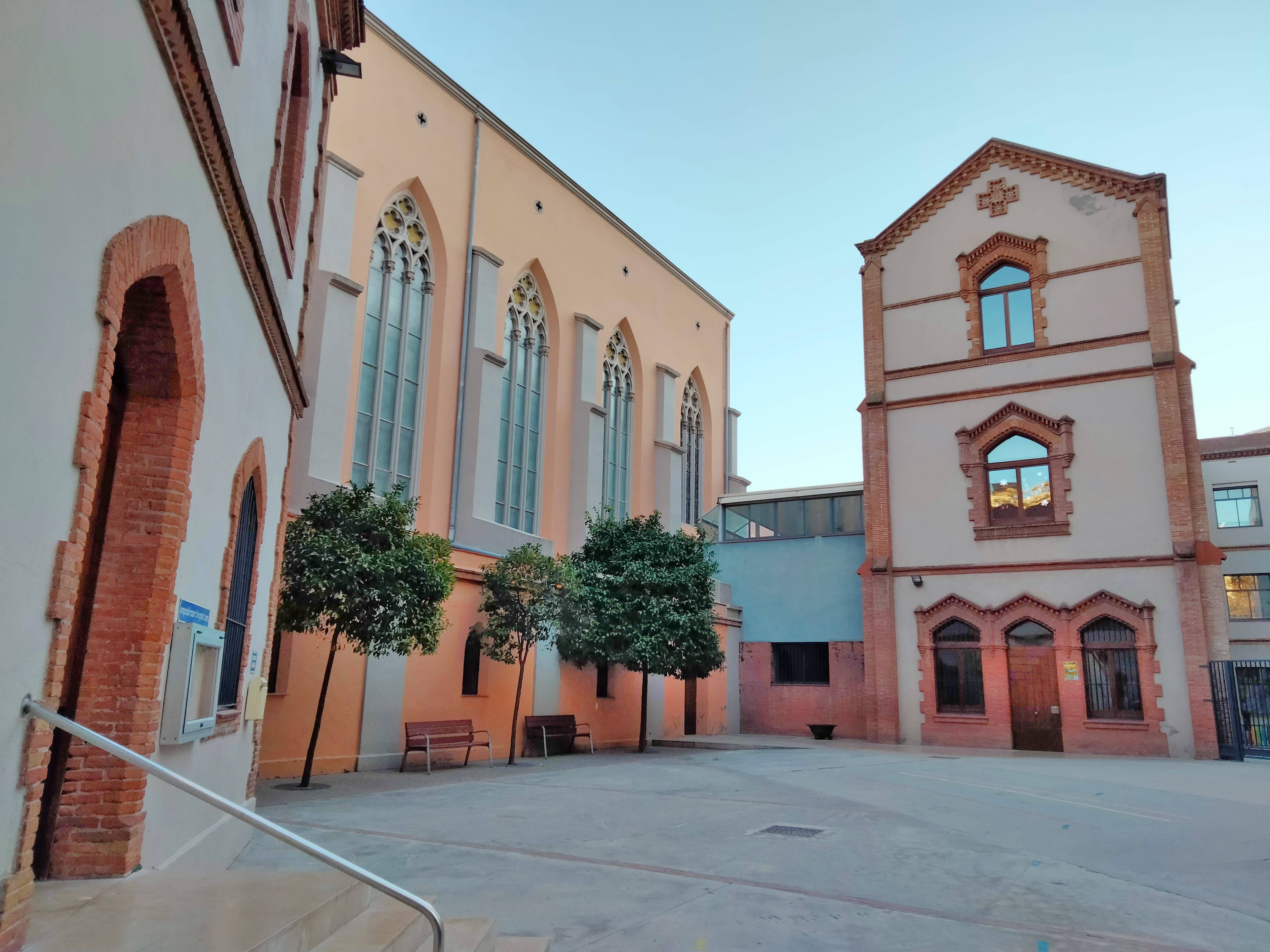
Pati del convent, amb l'església al fons a l'esquerra

## Descripció
Es tracta d'un complex religiós i educatiu que es desenvolupa seguint un eix diagonal nord-sud, deixant lliure la major part de l'espai del xamfrà. La disposició de la tanca, reixes i dos petits cossos edificats fan que no es desdibuixi l'alineació. Està presidit per l'església, d'estil neogòtic i amb un airós campanar acabat amb una esvelta agulla. La planta és de nau única amb absis poligonal. L'interior, molt lluminós gràcies als grans finestrals d'arc apuntat i decoració goticitzant, presenta volta de creueria i arcs ogivals.
La façana principal feta amb parament de pedra és senzilla i sòbria, però demostra una fina delineació de motllures i detalls. Lleugerament endarrerida de l'alineació del xamfrà amb un petit pati tancat al davant, per tal d'aconseguir una millor visualització, i amb l'eix orientat segons la diagonal de l'illa, presenta tres cossos. Els laterals, perfectament simètrics, queden limitats per uns contraforts que es prolonguen en sengles pinacles i es coronen amb una cornisa que reflecteix la inclinació de la teulada; es decoren amb uns arquets cecs, bastant decorats. El cos central concentra en els successius nivells els elements característics de la façana: la porta principal, un gran finestral que contribueix a la il·luminació de l'interior i, ja a la base de la torre, quadrada, una finestreta doble. El cos de campanes presenta contraforts a les arestes i unes gàrgoles, per sobre un acabament triangular a cada una de les quatre cares. Com a culminació, una agulla piramidal.
La resta de façanes de l'església són més sòbries, amb un parament recobert d'estuc pintat de color ataronjat només trencat per els contraforts i els grans finestrals amb vitralls de colors. La teulada és a doble vessant de teules àrabs.
A l'interior de l'illa se situen els edificis del convent i dependències escolar, construïts al voltant d'un pati-claustre. Es tracta de dos cossos amb orientació nord-sud tancats per un tercer cos amb orientació est-oest de quatre plantes d'alçada. Tots estan rematats també per una coberta a doble vessant. També hi ha dos cossos més independents situats al voltant dels peus de l'església, alineats als carrers del Consell de Cent i Casanova. De planta quadrangular només presenten dos plantes d'alçada i estan coberts amb coberta de quatre vessants. Tots són de decoració senzilla, amb paraments llisos estucats en blancs només trencats per elements de maó vist a les cantonades i emmarcant les obertures.